# Федір Джулай
Фе́дір Джула́й (інколи Филон Джулай) — полковник Черкаський у серпні 1658 — серпні 1659, 1663—1664, 1666—1669 роках.
Посланець Івана Виговського у Бахчисарай (1658) і на сейм у Варшаву (липень 1659). Був серед підписантів Гадяцького договору 1658 року. Брав участь у Конотопській битві на боці гетьмана Івана Виговського. Загинув в бою.